# Система плей-офф Макинтайра
Система Макинтайра, или системы, потому что их было пять, — это система плей-офф, которая даёт преимущество командам или участникам, занявшим более высокие места. Эти системы были разработаны Кеннетом Макинтайром, австралийским юристом, историком и преподавателем английского языка, для Викторианской футбольной лиги в 1931 году.

## В ВФЛ/АФЛ
Первая система Макинтайра, система Пейджа-Макинтайра, также известная как система финала четырёх Макинтайра, была принята ВФЛ в 1931 году после использования различных систем плей-офф с момента её основания в 1897 году.
Системой, непосредственно предшествовавшей системе Пейджа-Макинтайра, была "улучшенная система Аргуса", которая работала с 1902 по 1930 год, а той, в свою очередь, предшествовала "первоначальная система Аргуса", введённая в 1901 году.
Макинтайр также разработал для ВФЛ систему финала пяти для 1972, систему финала шести для 1991 (которая была пересмотрена в 1992 году) и систему финала восьми для 1994 года.
Недовольство АФЛ и её поклонников некоторыми результатами, которые система финала восьми Макинтайра могла допустить, росло, и в 2000 году она была заменена другой системой финала восьми.

## Другие соревнования
Системы Макинтайра используются по всей Австралии. Большинство лиг по австралийскому футболу, от профессиональных до любительских, используют системы Макинтайра. Регбийная лига Нового Южного Уэльса и Национальная регбийная лига использовали системы финала четырёх и финала пяти в разное время в течение всей их истории, и систему финала восьми с 1999 по 2011 год. Система Пейджа-Макинтайра также используется в чемпионате Австралии и Новой Зеландии по нетболу, Австралийской бейсбольной лиге и Женской национальной баскетбольной лиге. Она также использовалась в футбольной A-лиге, перед тем как этот турнир не расширил свои финальные серии до формата Топ-6, и в Индийской премьер-лиге по крикету.
Под названием системы плей-офф Пейджа система финала четырёх Макинтайра часто используется в турнирах по софтболу и кёрлингу, особенно в Канаде. Эта система также использовалась в Третьей национальной лиге по регбилиг в Великобритании в сезоне 2004.

## Системы

### Система Пейджа-Макинтайра
| Раунд | Матч | Название              | Команда 1             | Команда 2          |
| ----- | ---- | --------------------- | --------------------- | ------------------ |
| 1     | A    | 1-й полуфинал         | 3-е место             | 4-е место          |
| 1     | B    | 2-й полуфинал         | 1-е место             | 2-е место          |
| 2     | C    | Предварительный финал | Проигравший в матче B | Победитель матча A |
| 3     | D    | Гранд-финал           | Победитель матча B    | Победитель матча C |

В первом раунде системы Пейджа-Макинтайра команды, занявшие два первых места, играют друг с другом, при этом победитель выходит напрямую в гранд-финал, а проигравший — в следующий раунд. Команды, занявшие следующие два места, играют в матче за выход в следующий раунд. Победитель второго раунда выходит в гранд-финал. В этой системе две лучшие команды могут проиграть матч и всё ещё иметь возможность попасть в гранд-финал — это носит название 'второй шанс'.
Если предположить, что все команды имеют равные шансы на победу в каждом матче, то вероятность того, что команды, занявшие два первых места, победят в турнире, равна 37.5%, по сравнению с 12.5% для команд, занявших третье или четвёртое место.

### Система финала пяти
| Раунд | Матч | Название               | Команда 1             | Команда 2          |
| ----- | ---- | ---------------------- | --------------------- | ------------------ |
| 1     | A    | Финал на выбывание     | 4-е место             | 5-е место          |
| 1     | B    | Квалификационный финал | 2-е место             | 3-е место          |
| 2     | C    | 1-й полуфинал          | Проигравший в матче B | Победитель матча A |
| 2     | D    | 2-й полуфинал          | 1-е место             | Победитель матча B |
| 3     | E    | Предварительный финал  | Проигравший в матче D | Победитель матча C |
| 4     | F    | Гранд-финал            | Победитель матча D    | Победитель матча E |

Со второго раунда система финала пяти такая же, как система Пейджа-Макинтайра, однако, в первом раунде команды, занявшие два последних места, определяют команду, которая покинет турнир, а команды, занявшие второе и третье места, —  определяют в каком матче они сыграют во втором раунде. Команда, занявшая первое место, напрямую выходит во второй раунд.
В этом случае, у всех команд будут равные шансы на победу в матче, команда, занявшая первое место, будет иметь вероятность победы в турнире 37.5%, команды, занявшие второе и третье места, — 25%, а команды, занявшие два последних места, — 6.25%.

### Первая система финала шести
| Раунд | Матч | Название               | Команда 1             | Команда 2          |
| ----- | ---- | ---------------------- | --------------------- | ------------------ |
| 1     | A    | 1-й финал на выбывание | 5-е место             | 6-е место          |
| 1     | B    | 2-й финал на выбывание | 3-е место             | 4-е место          |
| 1     | C    | Квалификационный финал | 1-е место             | 2-е место          |
| 2     | D    | 1-й полуфинал          | Проигравший в матче C | Победитель матча A |
| 2     | E    | 2-й полуфинал          | Победитель матча C    | Победитель матча B |
| 3     | F    | Предварительный финал  | Проигравший в матче E | Победитель матча D |
| 4     | G    | Гранд-финал            | Победитель матча E    | Победитель матча F |

Первая система финала шести Макинтайра также была такая же как система Пейджа-Макинтайра со второго раунда. В этом случае две из команд, занявших последние четыре места, выбывают в первом раунде, тогда как две лучшие определяют в каком матче они сыграют во втором раунде. В этой системе две лучшие команды получают второй шанс, как и победитель матча B.

### Вторая система финала шести
| Раунд | Матч | Название               | Команда 1             | Команда 2                                              |
| ----- | ---- | ---------------------- | --------------------- | ------------------------------------------------------ |
| 1     | A    | 1-й финал на выбывание | 4-е место             | 5-е место                                              |
| 1     | B    | 2-й финал на выбывание | 3-е место             | 6-е место                                              |
| 1     | C    | Квалификационный финал | 1-е место             | 2-е место                                              |
| 2     | D    | 1-й полуфинал          | Проигравший в матче C | Победитель матча A или B, занявший менее высокое место |
| 2     | E    | 2-й полуфинал          | Победитель матча C    | Победитель матча A или B, занявший более высокое место |
| 3     | F    | Предварительный финал  | Проигравший в матче E | Победитель матча D                                     |
| 4     | G    | Гранд-финал            | Победитель матча E    | Победитель матча F                                     |

Эта адаптация первой системы финала шести с поправкой на то, что в первом раунде команда, занявшая 4-е место, имела более тяжёлого соперника, чем команда, занявшая 5-е место, и, следовательно, имела большую вероятность выбыть из турнира, несмотря на то, что заняла более высокое место. Это было достигнуто путём добавления гибкости в распределение участников второго раунда, поэтому два победителя финала на выбывание менялись местами, чтобы определить, кто будет играть с победителем квалификационного финала, а кто будет играть с проигравшим.
Однако, обе системы финала шести имели другой недостаток: проигравший в квалификационном финале (который является самым тяжёлым матчем в первом раунде) в итоге мог выбыть в 1-м полуфинале, тогда как победитель финала на выбывание, занявший более высокое место (у которого был самый лёгкий соперник в первом раунде), имел второй шанс во 2-м полуфинале.

### Система финала восьми
| Раунд | Матч | Название                   | Команда 1                                | Команда 2                                            |
| ----- | ---- | -------------------------- | ---------------------------------------- | ---------------------------------------------------- |
| 1     | A    | 1-й квалификационный финал | 4-е место                                | 5-е место                                            |
| 1     | B    | 2-й квалификационный финал | 3-е место                                | 6-е место                                            |
| 1     | C    | 3-й квалификационный финал | 2-е место                                | 7-е место                                            |
| 1     | D    | 4-й квалификационный финал | 1-е место                                | 8-е место                                            |
| 2     | E    | 2-й полуфинал              | 4-й лучший победитель матчей A, B, C и D | 2-я лучшая команда, проигравшая в матчах A, B, C и D |
| 2     | F    | 1-й полуфинал              | 3-й лучший победитель матчей A, B, C и D | Лучшая команда, проигравшая в матчах A, B, C и D     |
| 3     | G    | 2-й предварительный финал  | 2-й лучший победитель матчей A, B, C и D | Победитель матча F                                   |
| 3     | H    | 1-й предварительный финал  | Лучший победитель матчей A, B, C и D     | Победитель матча E                                   |
| 4     | I    | Гранд-финал                | Победитель матча G                       | Победитель матча H                                   |

Система финала восьми имеет мало общего с другими системами Макинтайра. Ни на одной из стадий она не следует структуре плей-офф Пейджа-Макинтайра, и ни на одной из стадий после первого раунда ни одна команда не сохраняет второй шанс. Система допускает любое сочетание восьми финалистов, участвующих в гранд-финале. Вероятность победы оценивается в 18.75% для команд, занявших 1-е и 2-е места, 15.625% — для команды, занявшей 3-е место, 12.5% — для команд, занявших 4-е и 5-е места, 9.375% — для команды, занявшей 6-е место и 6.25% — для команд, занявших 7-е и 8-е места.